# Ponholz (Iffeldorf)
Ponholz ist ein Ortsteil der oberbayerischen Gemeinde Iffeldorf im Landkreis Weilheim-Schongau. Die Einöde liegt etwa zweieinhalb Kilometer östlich vom Iffeldorfer Ortskern und weniger als einen Kilometer nördlich des Penzberger Stadtteils Kirnberg.

## Geschichte
Erstmals erwähnt wird Ponholz als „Panholtz“ im Urbar der Herren von Seefeld-Peißenberg aus der Zeit zwischen 1300 und 1320.
Der Ponholzer ½-Hof war dem Kloster Wessobrunn zinspflichtig, bis er kurfürstliches Lehen wurde, d. h. der Hof wurde dem Bauern zum Familienbesitz gegeben. Dieser hatte damit größten Hofbetrieb unter den Iffeldorfer Bauern. Auch heute wird dort noch Landwirtschaft betrieben.
Um Ponholz entstand von 1989 bis 1991 der Golfplatz Iffeldorf.
Die Hofkapelle und der Getreidekasten steht heute unter Denkmalschutz.

### Einwohnerentwicklung
| Jahr | Einwohner |
| ---- | --------- |
| 1825 | 10        |
| 1871 | 15        |
| 1925 | 12        |
| 1950 | 15        |
| 1961 | 5         |
| 1970 | 7         |
| 1987 | 10        |